# Курбатов, Владимир Фёдорович
Владимир Фёдорович Курбатов (1920—2012) — комбайнёр Приишимской МТС Северо-Казахстанской области, Казахская ССР. Герой Социалистического Труда (1957). Член КПСС с 1955 года.

## Биография
После окончания училища механизации сельского хозяйства работал с 1938 года комбайнёром на Чапаевской МТС.
В 1939 году был призван на срочную службу в Красную Армию. Участвовал в Великой Отечественной войне, с ноября 1941 года — в партизанском отряде. В 1943 году получил серьёзное ранение, в результате которого ему ампутировали ступню.
В 1944 году демобилизовался и возвратился в Казахстан, где с 1945 года стал трудиться комбайнёром на Приишимской МТС.
Ежегодно перевыполнял производственный план. В 1956 году обработал на комбайне РСМ 740 гектаров и намолотил более 12 тысяч зерновых. В 1957 году удостоен звания Героя Социалистического труда за выдающиеся трудовые достижения.
С 1962 года трудился наладчиком в тракторно-полеводческой бригаде колхоза имени Куйбышева.
После выхода на пенсию жил в Бишкульском районе Северо-Казахстанской области.
Скончался 7 июля 2012 года. Похоронен на кладбище села Новоникольское Кызылжарского района.
Награды
- Герой Социалистического Труда — указом Президиума Верховного Совета СССР от 11 января 1957 года
- Орден Ленина
- Орден Отечественной войны 2 степени
- Медаль «За отвагу»
- Почетный гражданин Северо-Казахстанской области (2011)